# Centralrådet för Finlands kemister
Centralrådet för Finlands kemister (finska: Suomen kemistien valtuuskunta) var en finländsk samarbetsorganisation för kemister. 
Centralrådet för Finlands kemister bildades 1937 av svenskspråkiga Finska kemistsamfundet och finskspråkiga Suomalaisten kemistien seura. År 1962 anslöt sig även kemistklubben vid Suomen teknillinen seura och Tekniska föreningens i Finland avdelning för kemi. Centralrådet, vars främsta uppgift var att sköta förbindelserna med utlandet, ersattes 1970 av Kemiska sällskapet i Finland.